# Devoir scolaire
Cet article concerne les travaux scolaires. Pour les autres significations, voir Devoir.

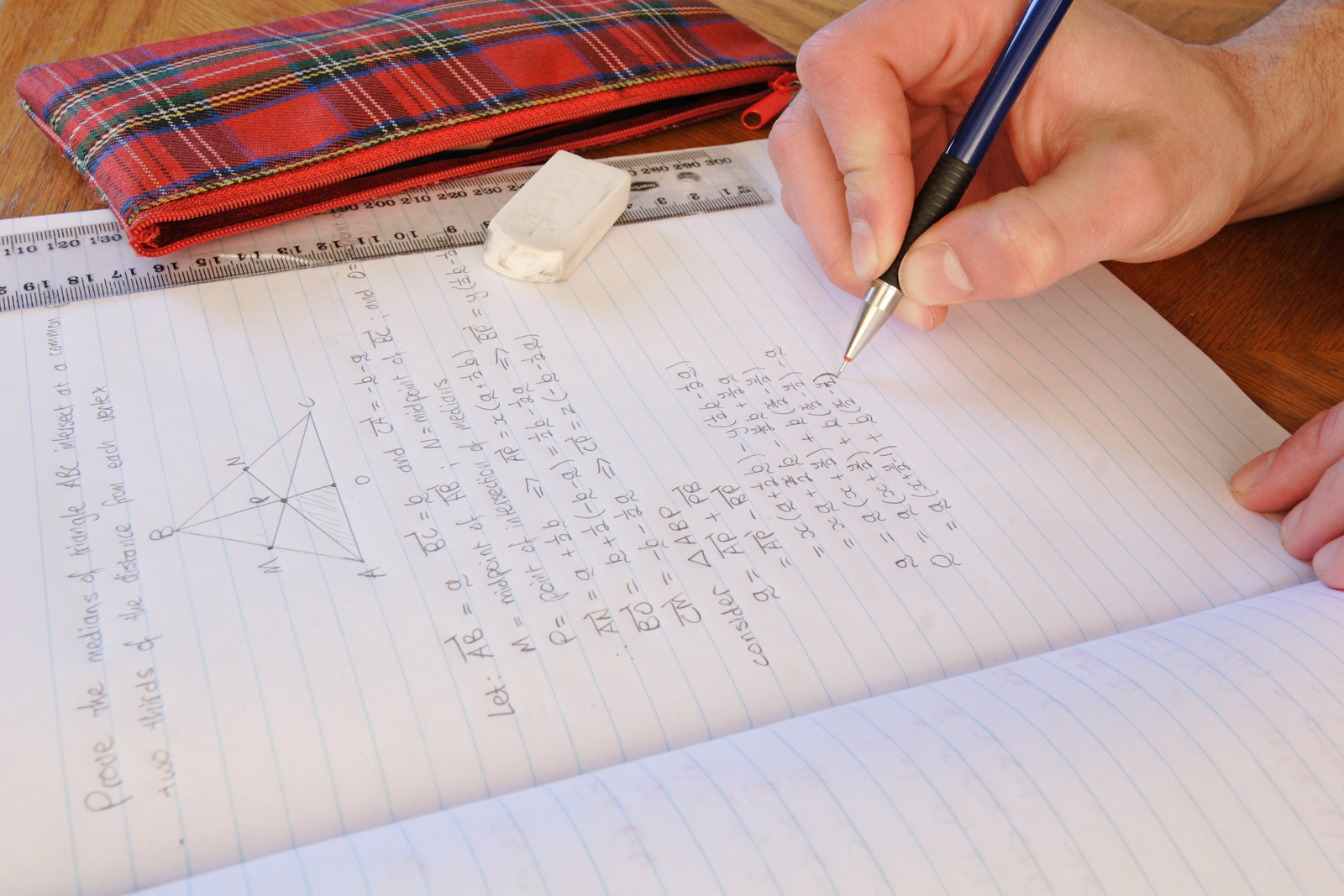
Devoir de mathématiques.

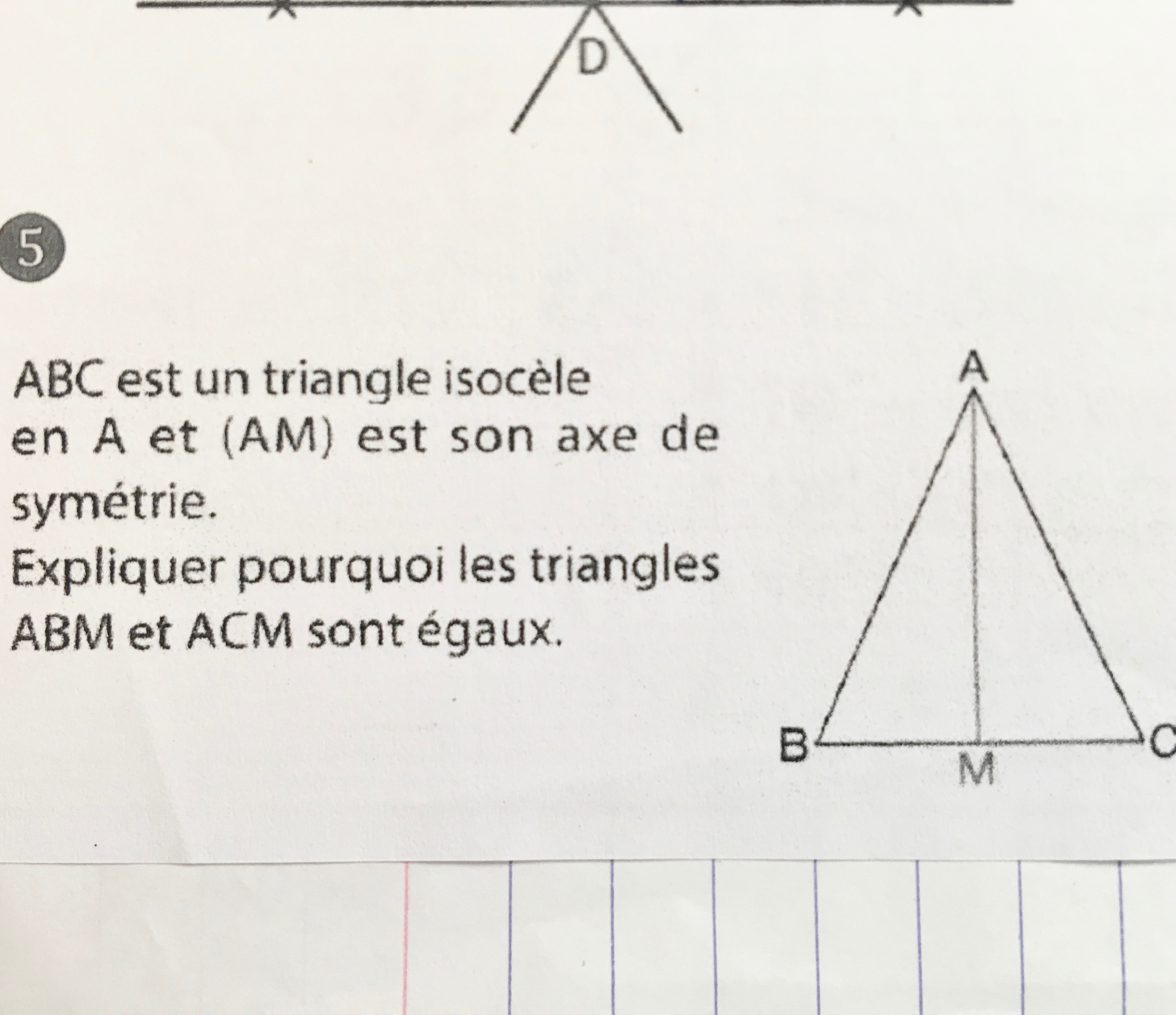
Typique devoir de mathématiques concernant les triangles isocèles.

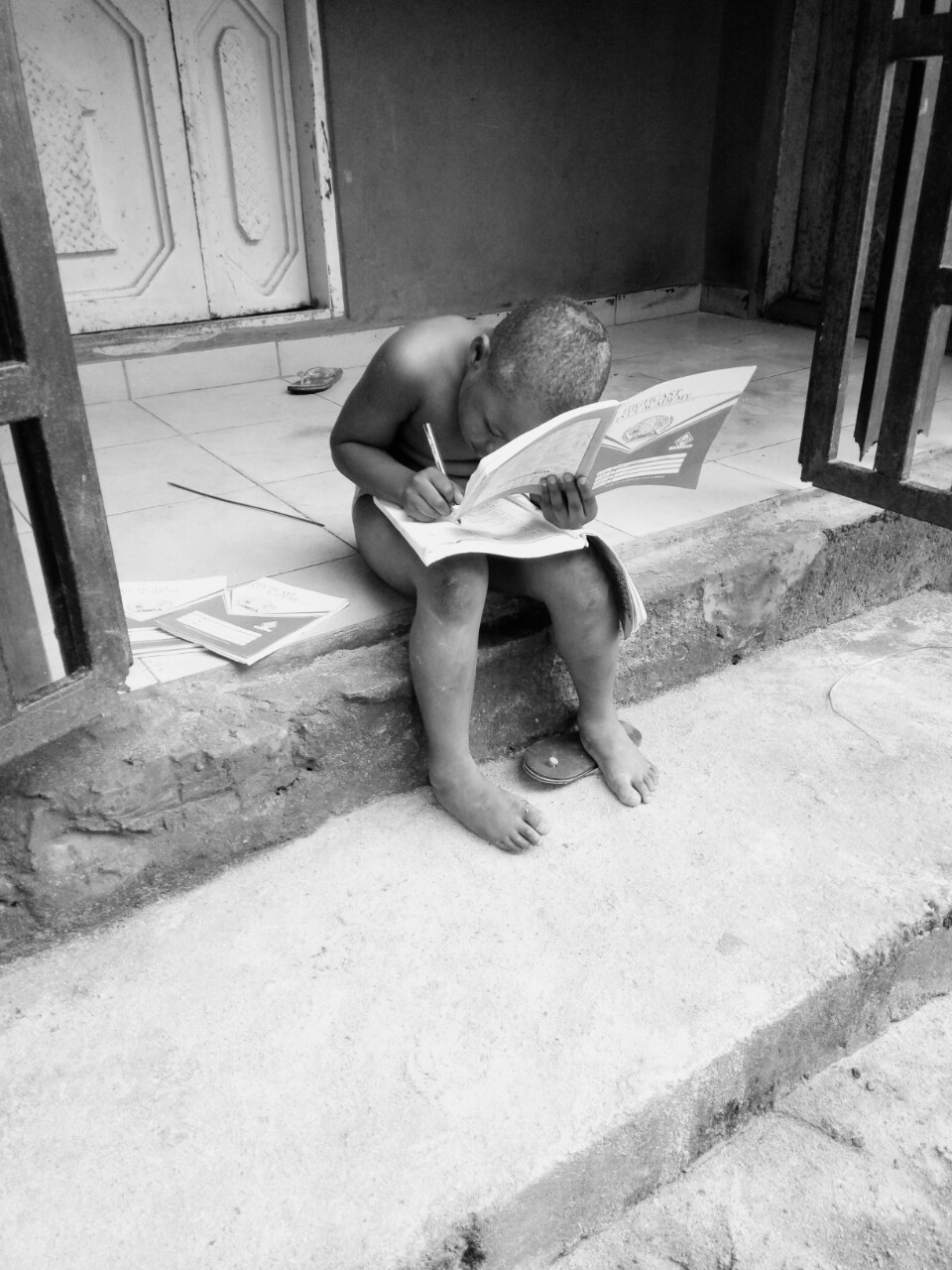
Petite fille du Nigeria faisant ses devoirs toute seule sur un escalier.

Un devoir scolaire est le nom couramment donné aux travaux éducatifs donnés par des enseignants à leurs élèves.

## Définition
Les devoirs, surveillés ou indépendants du cours, peuvent être réalisés seuls, en binômes ou en groupe.

### Devoirs surveillés
Connus également sous le nom d'évaluation, bilan, contrôle ou devoir contrôlé (autrefois interrogation écrite), les devoirs surveillés interviennent au moment du cours et évaluent l'élève seul sur ses compétences. Les conditions de déroulement ces devoirs sont diverses : autorisation ou interdiction de prendre des notes à partir de sources, devoir seul ou groupé, etc.

### Devoirs indépendants du cours
Ces devoirs se pratiquent hors du cours, et consistent généralement en un exposé ou un devoir à la maison.
Les devoirs à la maison sont des exercices donnés par un professeur que l'élève doit faire chez lui et qui sera noté par la suite.

## Selon les pays

### En Belgique
La Communauté française de Belgique qui exerce les compétences en matière d'enseignement a réglementé par décret, en 2001, la durée, le contenu et l’évaluation des devoirs à domicile dans l’enseignement primaire : interdits dans les deux premières années, ils sont estimés à 20 minutes pour les 3e et 4e années et 30 minutes pour les 5e et 6e années

### En France
En France, les devoirs écrits à l'école primaire sont interdits depuis 1956.

## La téléassistance aux devoirs scolaires
Avec le développement de l'accès à Internet, l'assistance et la téléassistance aux devoirs scolaires se développent en France, parallèlement au traditionnel soutien scolaire et aux cours particuliers, dans le but d'aider les élèves à réaliser ces travaux en dehors du cadre scolaire. Aussi des plateformes en ligne comme Acadomia et Complétude proposent ce type de service.